# Aubeterre-sur-Dronne
Aubeterre-sur-Dronne là một xã của tỉnh Charente, thuộc vùng Nouvelle-Aquitaine, tây nam nước Pháp.